# إعصار هيتا
كان الإعصار الاستوائي الشديد هيتا إعصارًا استوائيًا من الفئة الخامسة تسبب في أضرار متوسطة لجزر تونغا ونيّوي وساموا الأمريكية خلال أواخر ديسمبر 2003 وأوائل يناير 2004. تشكل هيتا في 25 ديسمبر 2003؛ ووصل إلى أقصى شدة بلغت 260 كيلومترًا في الساعة (160 ميلاً في الساعة) وضغط جوي مقدر بـ 915 هكتوباسكال (27.02 بوصة زئبقية) قبل أن يتبدد في 11 يناير 2004. وكان أول إعصار استوائي يحمل اسمًا يتشكل خلال موسم أعاصير جنوب المحيط الهادئ 2003-2004.
قُدرت الأضرار التي تسبب بها الإعصار هيتا في تونغا ونيوي وساموا الأمريكية بمبلغ 150 مليون دولار أمريكي (بأسعار عام 2004)، ووقع معظم الضرر في ساموا الأمريكية؛ كما تسبب الإعصار في وفاة شخص واحد. وقد استدعى هيتا عملية إغاثة وتنظيف واسعة النطاق استمرت طوال عام 2004.